# Leptaulax immarginalis immarginalis
Leptaulax immarginalis immarginalis es una subespecie de coleóptero de la familia Passalidae.

## Distribución geográfica
Habita en Sumatra (Indonesia).